# 英国核燃料会社
英国核燃料（えいこくかくねんりょう、英語: British Nuclear Fuels Limited、BNFL）はかつて存在したイギリス政府所有の持株会社。MOX燃料などの核燃料の生産と輸送、原子炉の運営、発電および売電、セラフィールドなどでの使用済み燃料の管理および再処理、原子力施設の廃止措置や原子炉廃炉などイギリスの原子力産業で中心的役割を担っていた。
2003年まではウォリントン近郊のリズリーに本社を置いていたが、その後同じくウォリントン近郊のデアズベリー公園工業団地に移動した。
2005年4月1日、BNFLは新しい持ち株会社として英国原子力グループを編成し、分野・部門全体のほとんどの売却・移譲を含む再編を開始した。2005年、保有していた原子力施設は原子力廃止措置機関（NDA）に移譲した。子会社であったウェスチングハウス・エレクトリック・カンパニーは2006年2月に東芝に売却された。後に、BNFLは主要子会社から編成された英国原子力グループを売却した。2009年5月、BNFLはその資産のすべての売却を終え、その役割を終えた。
BNFLはすべての年金債務と処分計画で生じる義務に合致した法人としてのみ存続した。しかし、2010年10月14日、内閣府担当大臣フランシス・モーデはBNFLがほかのいくつかの政府機関と共に廃止されることを発表した。

## 歴史
英国核燃料公社（British Nuclear Fuels Limited、BNFL）は英国原子力公社の生産部門の会社分割によって1971年2月に設立された。1984年には英国核燃料社として完全英国政府所有の公開有限責任会社、英国核燃料会社（British Nuclear Fuels plc）となった。
クリストファー・ハーディングの社長時代には、ウィンズケール工場の名称をセラフィールドに変更し、国民に対して黙って背を向けるのではなく両手を広げて歓迎すべきだとして、一般の人々に開放されたビジターセンターを設立した。
1990年には米国で原子炉の除染事業と廃止措置に特化した子会社としてBNFL（BNFL Inc.）が設立された。
1996年、イギリス国内の7基の改良型ガス冷却炉と1基の加圧水型原子炉を含む8箇所の新型原子力発電所はブリティッシュ・エナジーとして民営化され、21億ポンドで売却された。旧型のマグノックス炉は商用としては魅力的でなかったために、マグノックス・エレクトリックとして公的所有の状態に留め置かれた。1998年1月30日、マグノックス・エレクトリックはBNFLの傘下となり、BNFLマグノックス発電となった。

### 品質データ改ざん問題
1999年、BNFL職員がいくつかのMOX燃料の品質保証データを1996年から改竄していることが発覚した。また、1999年から2000年にかけてBNFLで製造され、関西電力の高浜原子力発電所でプルサーマル発電に使われるはずだったMOX燃料の抜き取り検査で、BNFLが品質保証のために必要な燃焼ペレットの外径測定を行わずに測定データを偽装するという不正も見つかった。更にその不正調査の過程で、調査を混乱させるため、BNFLの作業員が故意に燃料棒に異物を混入させるという事件も発生した。
原子力規制局（NII）の調査は「管理と操作の段階は...事実上存在しなかった」と結論付けた。結果、日本側は使用を中止し、BNFLは日本の顧客である関西電力に保証金を支払い、2002年に欠陥のあった出荷済みMOX燃料を日本から回収した。BNFLの最高経営責任者であったジョン・タイラーは最初は辞任に抵抗したものの、NIIの厳しい報告書が発表されたことによって辞職した。
この問題の結果、BNFLの部分的民営化の見込みは2年間遅れた。また、これにより日本のプルサーマル計画は大きく遅延することになった。

### 拡大
1999年、ウェスティングハウス・エレクトリックが改組したCBSコーポレーション（初代）の商業原子力部門であるウェスチングハウス・エレクトリック・カンパニーを11億ドルで取得した。ウェスチングハウスの事業は燃料生産、原子力施設の廃止措置、原子炉設計・建設・保守などであった。ウェスチングハウスはBNFLの部分的民営化の中核となることが可能として買収された。
2000年、アセア・ブラウン・ボベリから原子力事業を3億ポンドで購入した。この部門はアジア・欧州・米国での原子力市場に興味を持っていたウェスチングハウスに統合された。2000年6月、BNFLは南アフリカのペブルベッドモジュール炉社22.5%の株式を取得した。
2003年1月、BNFLの研究開発部は原子力科学技術サービス（Nuclear Sciences and Technology Services、NSTS）として再スタートした。しかしながら、BNFLの財政問題は悪化し、部分的な民営化の見通しは遠のいた。

### 再編・解体
2005年4月1日、広範な原子力産業の再構築の一つとして同社は再編される事となった。英国核燃料社は英国原子力グループ（British Nuclear Group、BNG）となり、新しい持ち株会社として英国核燃料の名前を採用した公開有限会社（British Nuclear Fuels plc）が設立された。この新しい持ち株会社の英国核燃料社は主として主要子会社のBNG、ウェスチングハウスのほか、商用原子力技術サービス業のNSTSから形成されたネクシア・ソリューションズなどを通して運用された。
2005年4月1日には原子力廃止措置機関（NDA）が設立され、セラフィールドを含めBNFLの保有するすべての原子力施設の所有権を取得した。NDAはその後コストを削減するために入札を行い、それぞれの施設の廃止措置を始めた。BNFLはBNGを通して廃止措置契約会社の一つとなった。BNFLの原子力廃棄物処理企業であるダイレクト・レール・サービスとインターナショナル・ニュークリア・サービスもまたNDAに移管された。
2005年4月19日、米国のBNFLはBNGアメリカに改名し、BNGグループの子会社となった。

#### ウェスチングハウス売却
2005年7月、BNFLはウェスチングハウス・エレクトリック・カンパニーを販売する計画を公式に認め、18億ドルの価値があると推定した。入札には東芝、ゼネラル・エレクトリック、三菱重工業などが入札することとなり、2006年1月23日、東芝が50億ドルで落札したとフィナンシャル・タイムズが報じた。2006年2月6日、東芝はウェスチングハウスを54億ドルで購入したことを明らかにし、少数株式を投資家に売却すると発表した。

#### 英国原子力グループ解体
2006年2月3日、BNFLはBNGアメリカのエンバイロケアへの売却に合意したことを発表し、エンバイロケアとBNGアメリカなどの4社が統合してエネルギーソリューションズが設立された。
2006年3月、BNFLはBNGの売却を模索していると発表した。ウェスチングハウス、BNGアメリカなどの売却に加え、BNGも売却することは実質的なBNFLの終わりを意味していた。BNFLのCEOのマイク・パーカーは「現在から2007年末までにBNFL会社本体の必要性は小さくなる」と述べた。2006年8月22日、BNFLは継続企業としてBNGを販売する代わりに、部分毎に分割して売却することを発表した。
2007年1月、BNFLはBNGのマグノックス炉施設の運営業を原子炉施設運営社（Reactor Sites Management Company Ltd）に売却することを発表した。この会社はNDAと営業契約を結んだ子会社のマグノックス・エレクトリックと共に2007年6月にエネルギー・ソリューションズに売却された。すべてのマグノックス発電所は2015年までに運転を終了する予定である。
BNGの原子力コンサルティング業務の専門部であるBNGプロジェクトサービスは2008年1月にVT グループに売却され、後にVTグループはバブコック・インターナショナル・グループに買収されている
BNGはセラフィールド社に改名し、セラフィールドの施設廃止措置のためのNDAの施設許可会社（Site Licence Company、SLC）になった。2008年11月NDAはセラフィールド社の運営をURS、AMEC、アレヴァの共同事業会社ニュークリア・マネジメント・パートナーズに任せる契約を行った。

#### 国立原子力研究所の立ち上げ
2006年7月、英国政府は要素技術や潜在的開発力を英国国立原子力研究所（NNL）として保持、開発する意向を述べた。2006年10月、通産大臣のアリスター・ダーリングがNNLはネクシア・ソリューションズとセラフィールドの英国技術センターから結成されることを確認した。NNLは政府所有・民間運営方式（COGO）で2008年7月に立ち上げられ、サーコ、バテル、マンチェスター大学の共同事業団が運営することになった。

### 処分
BNFLが保有するウレンコ株の3分の1相当は、2008年4月にEnrichment Holdings Ltdを通じて株主執行庁に移譲され、政府は売却の可能性を検討している。
BNFLが保有する核兵器機関（AWE）運営会社AWEマネジメントの株式3分の1相当は、2008年12月、ジェイコブス・エンジニアリング・グループに売却された。
BNFLは事業売却は徐々に進み、2008年12月31日に非公開有限責任会社に戻り、British Nuclear Fuels plcから元の名前であるBritish Nuclear Fuels Limitedに戻った。BNFLの旧事業の最終的な売却取引は2009年5月に完了した。

## 事業所

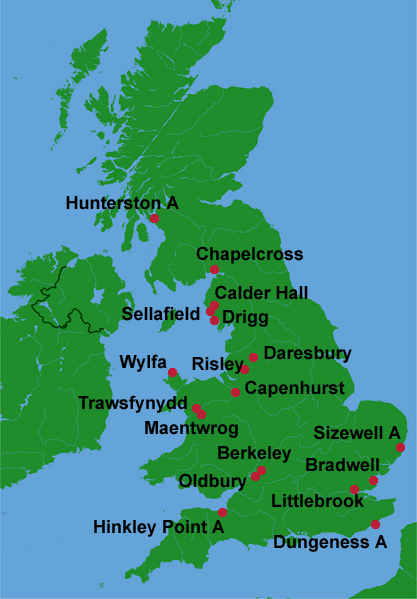
BNFLの18事業所（イギリス国内）

イギリス国内にあるBNFLの18事業所（廃止したものを含む）は、以下の通り。
- バークレー原子力発電所 （1989年廃止）
- ブラッドウェル原子力発電所 （2002年廃止）
- コールダーホール （2003年廃止）
- カペンハースト（英語版）事業所
- チャペルクロス原子力発電所 （2004年廃止）
- ダレスブリ（英語版）事業所、本部
- ドリグ（英語版）事業所
- ダンジネス原子力発電所 （2006年廃止）
- ヒンクリー・ポイント原子力発電所 （2000年廃止）
- ハンターストン原子力発電所 （1990年廃止）
- リトルブルック事業所
- メイエントウログ（英語版）事業所
- オールドベリー原子力発電所
- リズレイ（英語版）事業所
- セラフィールド事業所
- サイズウェル原子力発電所 （2006年廃止）
- スプリングフィールズ（英語版）事業所
- トロースフィニッド原子力発電所 （1993年廃止）
- ウィルファ原子力発電所

## 註
1. ↑  Curtis, Polly (2010年10月14日). “Government scraps 192 quangos”. London: The Guardian.  オリジナルの2010年10月16日時点におけるアーカイブ。 2010年10月14日閲覧。
2. ↑  “Risk Management: The Nuclear Liabilities of British Energy plc” (PDF).   National Audit Office (2004年2月6日). 2006年8月25日閲覧。
3. ↑  Watts, Jonathan; Paul Brown (15.09.99 エラー: 日付が正しく記入されていません。（説明）). “Japan launches inquiry into BNFL”. Guardian Newspapers. pp. 9 {{cite news}}: |date=の日付が不正です。 (説明)⚠
4. ↑  関西電力「プルサーマル計画の実施に向けて～ＭＯＸ燃料の品質保証～」2007年11月。
5. ↑  the level of control and supervision ... had been virtually non-existent
6. ↑  Nuclear Installations Inspectorate (18 February 2000). An Investigation into the Falsification of Pellet Diameter Data in the MOX Demonstration Facility at the BNFL Sellafield Site and the Effect of this on the Safety of MOX Fuel in Use 2006年11月18日閲覧。.
7. ↑  “BNFL ends Japan nuclear row”. BBC. (2000年7月11日) 2006年11月18日閲覧。
8. ↑  “Safety overhaul at Sellafield”. BBC. (2000年4月17日) 2006年11月18日閲覧。
9. ↑  “BNFL chief determined to stay despite damning safety report”. Daily Telegraph. (2000年2月19日).  オリジナルの2002年11月20日時点におけるアーカイブ。 2006年11月18日閲覧。
10. ↑  Nolan Fell (2000年4月1日). “BNFL in crisis”. Nuclear Engineering International 2014年1月17日閲覧。
11. ↑  Janet Wood (2000年5月1日). “Good business?”. Nuclear Engineering International 2014年1月17日閲覧。
12. ↑  George Jones (2000年3月30日). “Safety fear delays BNFL sell-off plan”. Daily Telegraph.  オリジナルの2002年11月20日時点におけるアーカイブ。
13. ↑  Sophie Barker (2000年6月30日). “Jaguar man to take BNFL private by 2002”. Daily Telegraph 2014年1月17日閲覧。
14. 1 2  “Toshiba buys BNFL firm for $5.4bn”. BBC. (2006年2月6日) 2006年8月25日閲覧。
15. 1 2  “Technology transfer - Selling Westinghouse is lucrative but controversial”. Economist:  pp. 30—31. (2006年1月26日) 2014年1月17日閲覧。
16. ↑  “BNFL to Acquire Nuclear Business of ABB” (Press release). BNFL. 29 December 1999. 2006年8月25日閲覧.
17. ↑  “Nuclear Power in South Africa”. World Nuclear News. (2013年11月30日) 2014年1月17日閲覧。
18. ↑  “BNFL performance up, Westinghouse up for sale”. Nuclear Engineering International. (2005年7月1日) 2014年1月17日閲覧。
19. ↑  “What's happened to BNFL?”. Nuclear Engineering International. (2005年7月27日) 2014年1月17日閲覧。
20. ↑  “BNFL Annual Report and Accounts 2005” (PDF).   British Nuclear Fuels plc. pp. 3 (2005年). 2006年8月24日時点のオリジナルよりアーカイブ。2006年8月26日閲覧。
21. ↑  “Launch of Nexia Solutions Limited”. National Nuclear Laboratory
22. ↑  “BNG America is launched”. British Nuclear Group. (2005年4月19日).  オリジナルの2006年3月22日時点におけるアーカイブ。 2006年8月25日閲覧。
23. ↑  Terry Macalister and Mark Milner (2006年1月24日). “Toshiba to buy BNFL's Westinghouse”. The Guardian 2014年1月17日閲覧。
24. ↑  “BNG America to Join EnergySolutions”. BNG America. (2006年2月3日).  オリジナルの2006年3月22日時点におけるアーカイブ。 2006年8月25日閲覧。; see also Jameson, Angela (2006年2月3日). “BNFL sells American nuclear business for $90m”. London: The Times(要購読契約)
25. ↑  there will be little need for the BNFL corporate centre from this time
26. ↑  Jameson, Angela (2006年7月4日). “BNFL to be wound up by end of 2007”. London: The Times 2006年8月25日閲覧。
27. ↑  Griffiths, Katherine (2006年8月23日). “Anger as nuclear sell-off is shelved”. London: Daily Telegraph 2006年8月25日閲覧。
28. ↑  “BNFL sale of reactor sites business”. Nuclear Engineering International. (2007年1月12日) 2007年1月31日閲覧。
29. ↑  MacAlister, Terry (2007年6月8日). “Salt Lake City firm takes over UK nuclear sites”. London: The Guardian
30. ↑  “BNFL sells Reactor Sites Management Company to EnergySolutions”. (2007年6月15日)
31. ↑  “VT Group is going nuclear in a £75m deal”. This is Money
32. ↑  Madslien, Jorn (2008年11月24日). “BNFL is history as consortium steps in”. BBC News
33. ↑  “UK plans new nuclear research group”. Nuclear Engineering International
34. ↑  “Consortium to run UK National Nuclear Lab”. Nuclear Engineering International
35. ↑  “BNFL reaches its end”. World Nuclear News
36. ↑  “Jacobs Completes Purchase of Share in AWE”. Nuclear Careers Online
37. ↑  “British Nuclear Fuels Limited Company Details”. Companies House

### 報道
- Sellafield awaits nuclear power's rebirth, by Jorn Madslien, BBC News
- http://news.bbc.co.uk/2/hi/business/4818370.stm, by Jorn Madslien, BBC News
- The sale of Britain's nuclear giant, by Jorn Madslien, BBC News